# Pinus maximartinezii
Pinus maximartinezii (сосна Мартінеса) — вид роду сосна родини соснових.

## Поширення
Ендемік Мексики. Фактична площа зростання оцінюється в близько 35 км2. Зустрічається на пісковиках або вапняках, а також метаморфічних, скелястих ґрунтах. Кількість опадів ≈ 700–800 мм на рік, практично обмежені 4 місяцями в літній час. Діапазон висот: 1750–2400 м над рівнем моря.

## Опис

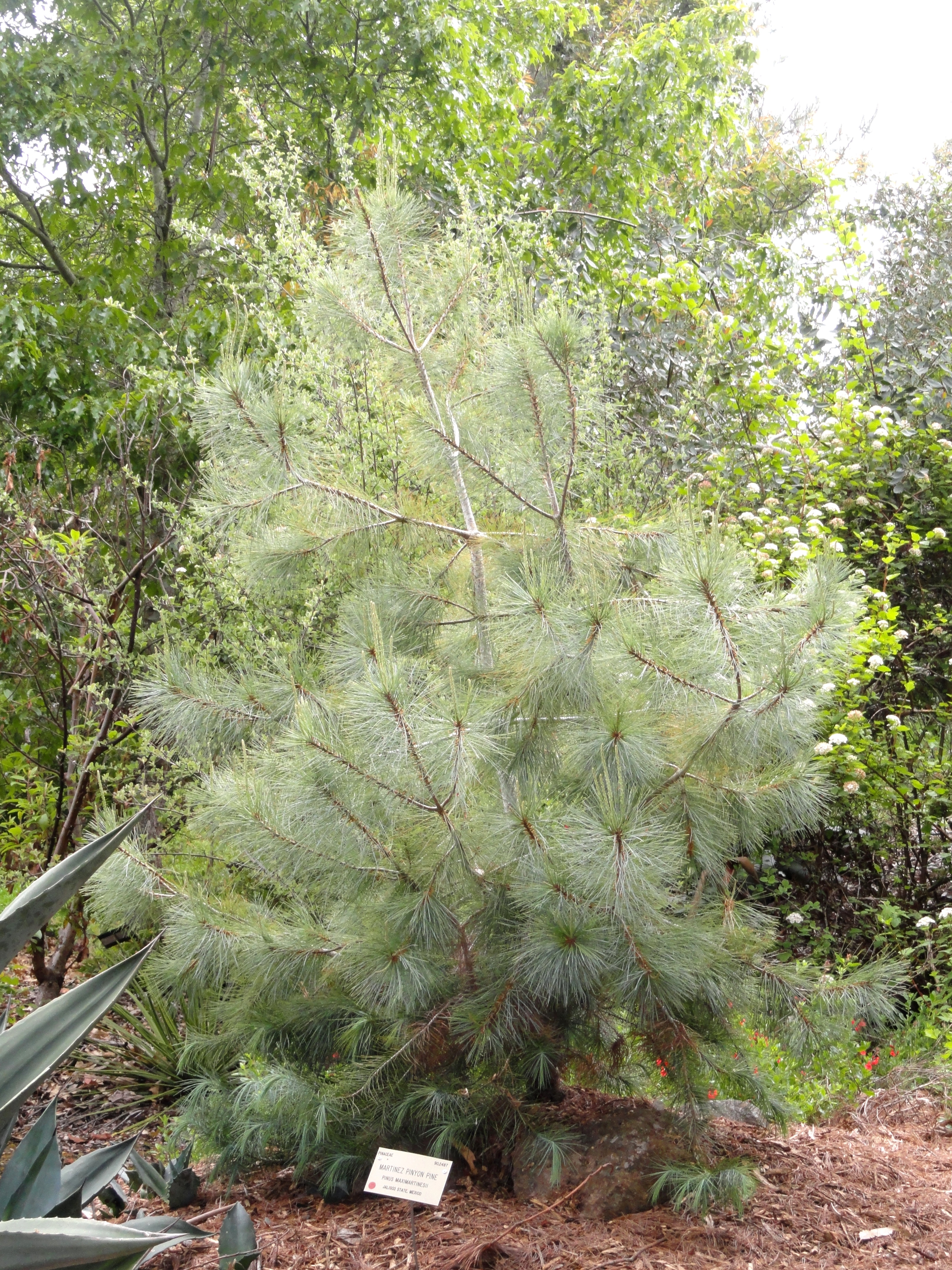
Молоде дерево в ботанічному саду

Росте як вічнозелене від 5 до 10, рідко до 15 метрів у висоту дерево, діаметр на висоті грудей сягає від 40 до 50 см. Кора спочатку червонувато-коричнева, пізніше сіра. Листя синьо-зелене, зібране в пучки по 5 довжиною 6–12 см. Пилкові шишки жовтуваті, довгасто-яйцеподібні, довжиною від 8 до 10 міліметрів. Насіннєві шишки яйцеподібні-усічені, від 15 до 27, в середньому 17—25 см у довжину. Насіння довгасте або довгасто-яйцеподібне, довжиною 20–28 мм. Насіннєві крила відсутні.

## Використання
Має декоративне значення, культивується в парках і садах.

## Загрози та охорона
Загрози в основному пов'язані з пожежами. Місцеві землевласники і сільські жителі зацікавлені у виживанні цього виду, так як його насіння має (локальний) ринкову вартість. Робляться зусилля насамперед для запобігання лісових пожеж й обмеження доступу.